# Sericoda bembidioides
Sericoda bembidioides är en skalbaggsart som beskrevs av Kirby. Sericoda bembidioides ingår i släktet Sericoda och familjen jordlöpare. Inga underarter finns listade i Catalogue of Life.